# Campina do Simão
Campina do Simão är en kommun i Brasilien.   Den ligger i delstaten Paraná, i den södra delen av landet, 1 100 km söder om huvudstaden Brasília. Antalet invånare är 4 076.
I omgivningarna runt Campina do Simão växer huvudsakligen savannskog. Runt Campina do Simão är det glesbefolkat, med 9 invånare per kvadratkilometer.